# Црвенка (медицина)
Црвенка, рубеола или рубела такође позната и као немачке богиње или тродневне богиње, акутна је капљична заразна болест изазвана вирусом рубеле, која се карактерише благим продромалним и општим симптомима, оспом у облику светлоцрвених неправилних мрља и увећањем лимфних чворова, углавном на врату или иза ушних шкољки. Ова област је обично блага, те половина заражених ни не зна да имају инфекцију. Преноси се са човека на човека, путем капљица, кијањем, кашљањем или говором. Болест је сезонског карактера и најчешће се јавља зими или на почетку пролећа. Од ње углавном обољевају предшколска и школска деца, мада се може јавити и у другим животним добима. Рубела је болест са благим симптомима и код већине болесника након оздрављења не оставља никакве последице.
Јако је опасна ако од ње оболе труднице, у првом тромесечју трудноће, јер може довести до тежих оштећења плода, који се рађа са хроничном виремијом и обољењима многих органа и конгениталним малформацијама (катаракта, глувоћа, срчане мане и ментална ретардација). Код тежих облика трудноће се може завршити побачајем или мртворођеним плодом.

## Називи
лат. rubella — рубела, енгл. rubella — рубела,   — немачке богиње - фрус. — у српском језику црвенка или рубеола.

## Историјат
Најранији опис рубеле највероватније датира од средине 18. века, када су клиничке манифестације болести описали; немачки лекари, Фридрих Хофман (1740), а потом de Bergan 1752. и Orlow 1758.. У то време сматрало се да је рубела „дериват“ богиња, а због јаког немачког утицаја, болест постаје познат под називом „немачке оспице“. Немачки лекар George de Maton, документовао је болест као посебан ентитет, који је у Немачкој постао познат под називом rötheln (касније синоним за рубелу или немачке оспице).
Fritsch je (1786) добро уочио разлику између морбила и рубеле. Но схватање да је рубела посебна болест споро се пробијало и тек 1881, на интернационалном конгресу лекара у Лондону дефинитивно је то схватање прихваћено. Болест је променила име у рубела (од латинске речи rubella- црвенкаста промена) 1866. на предлог Henry Veale, хирург британске армије, који је након проучавања епидемије ове болести у Индији за њу сковао... „милозвучно име рубела... сурово и страно нашим ушима“.
Вирусна етиологија рубеле је да доказана њеним преносом на мајмуне и људе и култивисањем вируса. A. F. Hess је то успео 1914, преносом рубеле на резус мајмуне. Хиро и Тасака су 1938. пренели рубелу на здраву децу помоћу секрета из ждрела.
Рубела је била омаловажавана све до 1941, када је добила на свом значају, након открића аустралијског истраживач и офталмолога Н. М. Грега (Norman McAllister Gregg) који је описао разне аномалије плода изазване интраутерином инфекцијом вирусом рубеле, током болести мајке у трудноћи. Н. М. Грег је код 78 случајева урођене катаракте код одојчади открио да су 68 деце родиле мајке који су боловале од рубеле у раној трудноћи. Касније је најчешћу удружену аномалију изазвану рубелом у трудноћи (катаракта, срчане мане и глувоћа) он описао под називом „класични синдром урођене рубеле“.
Вирус рубеле успео је да изолује из столице, секрета ждрела, мокраће и крви и култивисали на хранилишту које се састојиало од људских амнионских ћелија (Weller и Neva 1962) или на хранилишту од културе бубрежних ћелија афричког зеленог мајмуна (Parkman, Buscher i Artensein 1962). Ова истраживања су била полазна основа да 1966. започне производња вакцине за имунизацију против рубеле.
Године 1969, регистрована је и лиценцирана жива ослабљена вакцина против вируса рубеле. У раним 1970-их, уведена је у програм редовне вакцинације деце у многим земљама света трострука вакцина која садржи ослабљену вакцина против вируса морбила, заушака и рубеле скраћено (ММР-вакцина).

## Епидемиологија
Највећи ризик за појаву рубеле је међу припадницима расних или етничких група које су невакцинисане и код особа које могу бити изложене инфекцији за време боравка у областима света где вакцинација рубеле није рутинска појава.
Тако се недавна епидемија рубеле у САД догодила међу особама хиспано националности (потомака Шпанаца). Зато се хиспано особе које долазе у САД из подручја Латинске Америке и Мексика и особе из осталих земаља које немају програм вакцинације против рубеле у САД сматрају ризичним групама, осетљивијим на рубелу, и подвргавају посебним мерама превенције и имунизације (осим ако поседују валидну документацију о вакцинацији или серолошке доказе о имунитету).
Рубела подједнако напада особе мушког и женског пола свих раса. Пре увођења вакцинације, највећа учесталост је била код деце узраста 5-14 година. Међутим, данас се рубела најчешће јавља код адолесцената и младих одраслих особа.

### Сједињене Америчке Државе
Пре увођења свеобухватне вакцинације против рубеле 1969, епидемије су се догађале сваких 6-9 година а пандемије на сваких 10-20 година.
Пандемије рубеле између 1962 и 1965, које су свој почетак имале у Европи прошириле су се и на САД. Од 1964. до 1965. у САД је регистровано 12.500.000 случајева рубеле. Овако велики број оболелих довео је до 11.000 побачаја или превентивних абортуса и 20.000 случајева новорођене деце са класичним синдромом урођене рубеле (од којих је 2.100 умрло, 12.000 оглувело, 3.580 ослепело и 1.800 ментално ретардирано). Само у Њујорку класични синдром урођене рубеле регистрован је у 1% свих порођаја.
Од 1977-1981, у САД је пријављено 20.395 случајева рубеле, да би тај број опао током 1990. на 1.124 и 1999. на 267 случаја годишње. У последњој деценији (у 21. веку), стопа оболелих је била мања од 10 случајева урођеног облика тзв. рубеларне ембриопатије годишње. Ови случајеви су углавном настали код мајки рођених изван САД, у земљама Латинске Америке и другим са нижом стопом вакцинације.
Значајан пад броја оболелих од рубеле од 1969. и одсуство њеног ендемског преноса у Сједињеним Државама потврђују ови подаци:
- мање од 25 пријављених случајева рубеле сваке године од 2001
- вакцинацијом је обухваћено најмање 95% деце школског узраста,
- имунитет код становништва процењен је на око 91%
- успостављен је одговарајући надзор над правовременим откривање и спречавањем епидемија рубеле,
- створен је облик вирусних генотипова у складу са пореклом вируса из других делова света.

Имајући у виду наведене и друге податке, Комисија за праћење заразних болести у САД 2004. године је донела одлуку да рубеле више није ендемска болест у Сједињеним Државама. Овој одлуци највише је допринео успешан програм вакцинације против рубеле у Сједињеним Државама и западној хемисфери Земље.

### Остале земље
Вакцинација против рубеле данас се примењује само код око једне половине светске популације. Зато синдром рубеларне ембриопатије и даље представља проблем у неким областима света. У Русији, је на пример, синдром рубеларне ембриопатије као узрок присутан у 15% свих конгениталних аномалија.
У Немачкој 2003 пријављена је учесталост рубеле од 0,33 случајева на 100.000 становника. Европски центар за превенцију и контролу болести у 2005 регистровао је инфекцију код 1500 случајева из 22 земаља обухваћених праћењем, са највишом стопом инциденције у Литванији (3.44 по 100.000) и Холандије (2,23 на 100.000). Просечна учесталост у свих 22 земаља је била 0,51 на 100.000. У студији из Немачке од 2000 до 2002, вакцинисано је око 86% деце. Непотпуне вакцинација становништва могу бити узрок спорадичних епидемије код деце, адолесцената и одраслих.
Селективна вакцинација младих девојака и жена од 13 године - због нарочито опасних компликација од ове болести у току трудноће - код женске популације у Европи достигла је високу стопу заштите захваљујући стеченом природном имунитету у младих одраслих особа.
Пренатална инфекције вирусом рубеле у 2006, регистрована је у једном случају у Тирингији, а од 2007 ни један. Међутим, Институт је Роберт Кох, наводи да су подаци о појави пренаталних инфекција вирусом рубеле значајно чешће, од броја који се наводе у извештајима, јер постоје докази да су уочена оштећења код новорођенчади рубелом а иста нису пријављена и испитана. Вероватно су промене код појединих случајева као последице инфекције вирусом рубеле у току трудноће, касније уочене па је изостало и евидентирање и извештавање. Постоји претпоставка да се широм света роди више од 100.000 деце сваке године, са последицама пренаталне инфекције вирусом рубеле (рубеларном ембриопатијом.

#### Србија
Према Правилнику о имунизацији и начину заштите лековима у Србији („Службени гласник РС”, број 11/06), сва деца рођена у Србији у другој години живота (од 12 до 15 месеца) подлежу обавезној имунизацији против рубеле (црвенке) која се врши једном дозом комбиноване ММР вакцине (мале богиње, заушке и црвенка). Захваљујући доброј превенцији, и пре свега високом проценту реализоване имунизације (ММР вакцинације) у периоду од 1999 до 2009. године (види табелу), број оболелих од рубеле је значајно мали.
Резултати спроведених MMR вакцинација - против малих богиња, заушака и црвенке (%), Србија, 1999–2009.
| Спроведена имунизација | 1999 | 2000 | 2001 | 2002 | 2003 | 2004 | 2005 | 2006 | 2007 | 2008 | 2009 |
| ---------------------- | ---- | ---- | ---- | ---- | ---- | ---- | ---- | ---- | ---- | ---- | ---- |
| MMR вакцинација        | 92   | 87   | 95   | 93   | 95   | 97   | 95   | 96   | 97   | 96   | 96   |

### Морталитет/Морбидитет
Инфекција код здраве деце или младих одраслих особа обично је благог карактера и без икаквих последица.
Најчешће компликације су артропатије прстију, зглобова, колена које могу да трају годину дана или више. Тромбоцитопенија са пурпуром и крварење је ретка компликација рубеле.
Синдром рубеларне ембриопатије карактеришу малформације више органских система, укључујући ЦНС, срце, око, и скелетни систем. Новорођенчад са урођеном рубеларним синдромом која преживе порођај у одраслом добу могу бити оптерећена аутоимунским поремећајима и дисгамаглобулинемијом. Оштећење плода је најчешће када дође до инфекције мајке у првих 2 месеца трудноће, мада ризик од инфекције постоји и до 5 месеца.

## Етиологија
Рубела вирус (лат. Rubella) је филтрабилни вирус који спада у род Рубивируса, из фамилије Тогавиридае. Припада RNK вирусима. Он је честица округлог облика величине 50-70 nm у пречнику.
Вирус има омотач који садржи двослојне липиде са шиљцима сачињеним од Е2, Е1, а понекад и Е3 гликопротеина. Репликује се у цитоплазми. Неотпоран је на боравак у спољашњој средини и хемијска средства га веома брзо инактивишу.
Вирус рубела има тератогено дејство на плод човека.

## Патофизиологија
Рубелу изазива једноланчани RNK вирус из рода морбилиформних вируса унутар породице парамиковиридае. Људи су природни домаћин вируса рубеле. Ни једна животиња није резервоар вируса или се бар не зна да постоји. Инфекција вирусима се преноси респираторним капљицама које у ваздух, и на површине и предмете које користи оболела особа, доспевају кашљањем и кијањем и где остају активни и до 2 часа.
Вирус рубеле, када се једном унесе у организам, успоставља локализовану инфекцију на месту инокулације најчешће у респираторном епителу, после чега инфекција вирусом захвата регионалне лимфне чворове и ендотелне ћелије, што доводи до виремије и даљег ширења вируса на удаљене органе.
У ретикулоендотелијалним ткивима захваћеним инфекцијом долази до генерализоване имуносупресија, која се карактерише касним губитком преосетљивости и ограниченим лимфоцитним одговором. Иако је имуносупресије пролазна, она може трајати неколико недеља, а заражене појединце чини подложнијим секундарним инфекцијама.
У иммунокомпетентних појединцима, вирус рубеле изазива ефикасан имунски одговор који уклања вирус и резултује доживотним имунитетом.
Рубела вирус може на плоду труднице испољити тератогени процес, који највероватније почиње у току виремије мајке када инфекција преко постељице почиње процес ширења вируса по ткивима фетуса.

## Клиничка слика
Клиничка слика рубеле манифестује се тек након инкубације. Период инкубације код рубеле траје од 14 до 23 дана (најчешће 16 до 18), ретко краће или дуже. Код природне инфекције уочени су инкубациони периоди до 23 дана. Код експерименталног преноса рубеле назоварингеалним секретом или крвљу инкубација је нешто краћа од 12 до 13 дана.

### Продромални период
Овај период болести код старије деце, адолесцената и одраслих може се појавити до пет дана пре појаве оспе, и сличан је симптомима грипа или блажим симптомима богиња. Продроми се карактеришу следећим знацима и симптомима:
- Општа слабост и малаксалост
- Грозница, праћена субфебрилном температуром
- Анорексија
- Главобоља
- Блажи облик конјунктивитиса
- Ринореја (цурење носа), кијање и кашаљ
- Појава ененатема на видљивим слузокожама, у виду ружичастих мрља или тачкастог крварења на слузокожи меког непца.

### Еруптивни период
Овај период болести карактерише појава осипа који се развија у року од 1-5 дана од појаве симптома, који почиње од лица и чела и шири се каудално на труп и удове.
Осип се може бити праћен сврбежом и обично се повлачи након 3 дана без икаквих резидуа.
У овом стадијуму болест карактерише и појава отока лимфних чворова (важан дијагностички знак), у потиљачном делу главе и врату (иза ушних шкољки).

## Дијагноза и диференцијална дијагноза
Велики број болести са егзантемом диференцијално дијагностички долазе у обзир, као што су; морбили, шарлахни егзантем, инфекције ЕХО вирусима, Коксакија вирусима и неке друге вирусне болести, затим инфективна мононуклеоза, коју прати оток лимфних чворова а понекад и егзантем.
Такође треба узети у обзир токсичне и алергијске егзантеме. Оток лимфних чворова на потиљку се може појавити код инфицираног екцема себороичног дерматитиса и пиодермије на глави.
Код рубеле су су понекад присутни симптоми блаже форме грипа (без осипа или отока лимфних чворова), тада евентуално у диференцијалној дијагнози могу помоћи епидемиолошки подаци.
Сигурна дијагноза рубеле једино је могућа доказивањем вируса тј. његовом изолацијом у секрету из бриса ждрела, крви, мокраће, амнионске течности код трудница и столице, где се он појављује у раздобљу недељу дана пре и недељу дана после избијања егзантема. Виремија је најизраженија недељу дана пре егзантема а престаје недељу дана после избијања егзантема.
Накнадно рубела се може доказати поузданом присутношћу антитела. Рубела вирусна специфична IgM антитела су присутна код људи недавно заражених рубела вирусом, али та антитела могу да трају више од годину дана и позитиван резултат теста треба да се тумаче са опрезом. Присуство ових антитела заједно са, или кратко време након тога, карактеристичног осипа потврђује дијагнозу.
Од серолошких анализа се користи инхибиција хемаглутинације (IH)) која у другој недељи показује високе нивое титра. ELISA методом детектују се специфични имуноглобулини у IgM класи. Може се вршити изолација вируса на култури ткива и идентификација вирусне RNK PCR методом.

## Терапија
Како за рубелу не постоје специфични антивирусни лекови, она се углавном лечи применом симптоматске терапије која треба да обезбеди:
- Нормализацију телесне температуре, применом антипиретика код високофебрилних болесника
- Добру хидрацију и надокнаду течности и минирала, које болесник може да губи проливима или повраћањем. Интравенска рехидрација, код неких болесника, понекад може бити неопходна ако је дехидрација организма озбиљна.
- Витаминску суплементацију, посебно код деце и болесника са клиничким знацима авитаминозе

### Лечење постнаталне рубеле
Скробне купке и антихистаминици могу бити од користи код одраслих болесника са једноставним обликом рубеле и израженим сврабежом. У компликованим случајевима, основно лечење може се допунити;
- Применом нестероидних антиинфламаторних лекова (НСАИЛ) а изузетно ретко и кортикостероида, поред строгог мировања, код тешког облика артритиса у рубели.
- Примена инфузионих раствора у циљу обезбеђивања адекватног унос течности и електролита неопходна је код болесника са енцефалитисом
- Тромбоцитопенија (које је у рубели обично ограничена и лакша) не захтева лечење. Али ако је она тешка, примењује се интравенска терапија имуноглобулинима (ИВИГ). Кортикостероиди се нису показали од користи, а спленектомија није индикована.

### Лечење конгениталног рубела синдрома
И у овом облику рубела лечење је симптоматско уз непрестани скрининг вида и слуха новорођенчади..
- Када прегледом очију офталмолог утврди замагљења рожњаче [а], катаракту[31] или ретинопатију предузима се адекватно лечење очију[32].

- Беба са урођеним рубела синдромом и развијеним респираторним дистресом, захтева лечење у одељењу за интензивну негу.
- Беба са хепатоспленомегалијом не захтева посебан облик лечења али мора бити под сталним клиничким мониторингом, а бебе са хипербилирубинемијом могу захтевати фототерапију или замену крви (трансфузију) како би се спречила енормна хипербилирубинемија и појава тешког иктеруса (жутице).
- Код тежег хеморагичног синдрома и тромбоцитопеније могу се применити имуноглобулини (ИВИГ). Примена кортикостероида је ограничена (сам за одређене случајеве)[33].
- Код одојчади која у току рубеле испоље манифестна оштећење срца, треба пажљиво пратити знаке конгестивне срчане инсуфицијенције. Ехокардиографија мора бити од суштинског значаја за дијагнозу и даље праћење уочене срчане мане.

Контактна изолација обавезна је код пацијенте са урођеном рубелом у току хоспитализације, јер су бебе заражене на рођењу и обично инфективне до старости од 1 године, осим ако су резултати налаза културе вируса негативни.

## Компликације
Компликације код рубеле могу се јавити у каснијем периоду болести и најчешће укључују:
- артритис запаљења зглобова
- тромбоцитопенију — смањење броја тромбоцита, са повећаним крварењем
- енцефалитис
- Бронхитис,
- отисис — инфекцију средњег уха.
- миоперикардитис — обољење које се карактерише упалом срчаног мишића и срчане марамице.[34]

Учесталост компликација току рубеоле 
| Симптоми / Болест                                         | Стопа компликација |
| --------------------------------------------------------- | ------------------ |
| Енцефалитис                                               | 40 до 70%, упорно  |
| Редукција тромбоцита                                      | 1/3000             |
| Ембрионалне фетопатије након инфекција рубелом у трудноћи | > 60%              |

Компликације у трудноћи
Инфекција рубеолом током трудноће, може бити праћена бројним компликацијама. Оне су посебно изражене у првих осам недеља трудноће када инфекција рубеолом резултује са око 90% случајева оштећења плода. Са напретком трудноће, ризик од компликација се смањује, тако да у средњој трећини трудноће пада на 25-30%.
Могуће последице инфекције фетуса вирусом рубеоле су:
- спонтани побачај,
- превремени порођај,
- ембрионалне фетопатије — класична комбинација срчаних мана (септални дефект, тетралогија Фалот...),
- катаракта — нетранспарентност сочива ока
- унутрашња наглувост,  код појава инфекције рубеолом после четврте недеље трудноће, или изолована глувоћа код инфекција ува након 20. недеље трудноће.[34]

Остале компликације су мала тежина новорођенчета на рођењу, склоност ка крварењу због смањења броја крвних плочица (тромбоцитопенична пурпура), енцефаломенингитис, упала јетре, увећање јетре и слезине, упала срчаног мишића (миокардитис) или смањен обим главе новорођенчета (микроцефалија).

## Вакцинација
Након увођења вакцине, дошло је до невероватног смањења броја пацијената, као и компликација болести. Пошто су бројне научне (епидемиолошке) студије потврдиле ефикасност вакцине, она је постала део календара обавезног имунизације у готово свим земљама света.

### Врсте вакцина које се на глобалном нивоу примењују у имунизацији против рубеле
Вакцина против рубеле данас се ретко даје као посебна вакцина, већ се даје у комбинацији са вакцинама против малих богиња заушака, рубеле и/или варичеле. Тренутно су доступне две врсте комбинованих вакцина које у себи садрже и вакцину против рубеле.
Комбинована, или тровалентна атенуисана, вакцина примењује се за имунизацију против заушака, малих богиња и рубеле. Ова вакцина је жива ослабљена вирусна вакцина која се користи да индукује имунитет код вакцинисане особе против малих богиња, заушака и рубеле.
Ова комбинована, четворовалентна. вакцина примењује се за имунизацију против заушака, малих богиња, рубеле и вируса овчијих богиња. Може се користити за активну имунизацију деце против наведених болести старости од 12 месеци до 12 година.
На глобалном нивоу ове вакцине је примило приближно 85% деце до 2013. Најмање 192 земље вакцинацију је спровело са две дозе у 2008. години.
Први пут је вакцина уведена 1963. и налази се на списку есенцијалних лекова СЗО, најважнијих лекова који су неопходни у основном здравственом систему. Ова вакцина није много скупа и њена великопродајна цена је износила око 0,70 америчких долара по дози до 2014. године.

### Вакцина која се користи у Србији
Вакцинација и ревакцинација против рубеле у Републици Србији врши се комбинованом живом, атенуисаном MMR вакцином (морбили, заушке, рубела) континуирано у складу са Правилником о имунизацији и начину заштите лековима Србије - деце од навршених 12 месеци живота и ревакцинацијом претходно вакцинисане деце до навршених седам година живота.
Сву деца узраста од навршених 12 месеци живота до навршених 14 година живота која су невакцинисане и непотпуно вакцинисана морају се вакцинисати, односно ревакцинисати.
Минимални размак између две дозе вакцине може бити четири недеље.

### Компликације које се могу јавити након имунизације
Упоредни приказ компликација у току рубеле и након вакцине против малих богиња, мумпса и рубеле (ММР).
| Симптоми / Болест                                         | Стопа компликација у току рубеле | Стопа компликација после ММР вакцине |
| --------------------------------------------------------- | -------------------------------- | ------------------------------------ |
| Заједничке тегобе код одраслих                            | 40 до 70%, упорно                | 1/10.000, углавном кратки и слаби    |
| Енцефалитис                                               | 40 до 70%, упорно                | 0                                    |
| Редукција тромбоцита                                      | 1/3000                           | 1/30.000 до 1/50.000                 |
| Ембрионалне фетопатије након инфекција рубелом у трудноћи | > 60%                            | 0                                    |

Опште и локалне реакције након вакцинација, као што су црвенило, бол и оток на месту инјекције, могу се јавити као и код свих вакцинација и сматрају се нешкодљивим нежељеним ефектом. У ретким случајевима може доћи до атенуираних облика неке од три заразне болести које чине ММР вакцину. Као резултат те реакције, могу се развити симптоми слични онима код заразних болести. Ови симптоми су обично лакши. Стога, иако познати нежељени ефекти код вакцинације, постоје, њена корист која далеко надмашују последице „природне” инфекције са великим бројем могућих ризика.